# Международный аэропорт имени Чедди Джагана
Международный аэропорт имени Чедди Джагана (ИАТА: GEO, ИКАО: SYCJ, (англ. Cheddi Jagan International Airport), в прошлом Международный аэропорт Тимери, главный аэропорт Гайаны. Аэропорт расположен на правом берегу реки Демерара в городе Тимери, в 41 км к югу от Джорджтауна. Это крупнейший из двух аэропортов, обслуживающих Джорджтаун (другой объект — аэропорт им. Юджина Ф. Коррейры)
Аэропорт находится на высоте в 29 м над уровнем моря. Есть две заасфальтированных летных полосы: одна с номером 06/24, и другая с номером 11/29. У терминала есть шесть выходов и четыре посадочных моста.

## Название
Аэродром был первоначально назван в честь американского военного лётчика времен Первой мировой войны — полковника-лейтенанта Берта М. Аткинсона. Тот был командиром 1-го крыла преследования на западном фронте. Он ушел в отставку в 1922 году и умер в апреле 1937 года.
1 мая 1969 года, аэропорт был переименован в Международный аэропорт Тимери. Слово «timehri» на карибском языке означало лейтмотивы, которые напевали местные карибы до прибытия европейских колонизаторов. Аэропорт позже был украшен муралами с изображением местных индейцев, автором которых был гайанский художник Обри Уильямс.
После смерти президента Гайаны, Чедди Джагана, в 1997 году, аэропорт был переименован в его честь по указу президента Самуэля Хайндса. Предложение о переименовании аэропорта высказал Министр по делам индейцев, Виберт де Суза, также он отметил, что это будет хорошей данью человеку, который помог множеству индейцев и боролся за свободу и единство всех гайанцев. В мае 1997 премьер-министром Гайаны Джанет Джаган была открыта табличка с новым именем аэропорта.

## История
Во время второй мировой войны Британская Гвиана являлась колонией Британской империи. 2 сентября 1940 года между США и Великобританией был подписан договор, в соответствии с которым правительство США получало право бесплатно арендовать на 99 лет ряд участков на территории британских колоний в западном полушарии (в том числе, в Британской Гвиане) и строить там свои военные базы.
14 июня 1941 года, первые солдаты Вооруженных сил США прибыли к окрестностям Джорджтауна дабы изучить землю под аэродром для истребителей.
Аэродром «Аткинсон» был построен в 45 км от Джорджтауна на 28 га земли на реке Демерара, прежде известной как Хайд-Парк. Лес на участке был срублен, холмы были выровнены и длинная летная полоса из бетона была выстроена. 20 июня 1941 года, аэродром был официально открыт вместе с метеорологической станцией. Целью метеорологической станции было отслеживание немецких субмарин, а миссией аэродрома было уничтожение любых военных объектов стран Оси в регионе, особенно после нахождения залежей бокситов в северо-восточной Бразилии, целью солдат была защита северо-восточного побережья Южной Америки. Также, аэродром был транспортным узлом для военных. Американским военным это помогало вылетать в Европу, используя путь через Южную Атлантику. Британские военные же летели из аэродрома в Северную Африку.
После войны, чисто символический штат был уволен. Объект был открыт для всех полётов, а 1 октября 1946 года — и для коммерческих. В 1948 году, согласно распоряжению № 10 Военно-воздушного министерства США, аэродрому было дано имя «База военно-воздушных сил Аткинсон». 1 ноября 1949 года аэродром был оставлен американцами и передан британским колониальным властям.
В 1952 году было построено новое здание терминала, которое сгорело летом 1959 года. Впоследствии, отреставрированный старый терминал использовался до восстановления нового. Из аэропорта шло множество рейсов, в том числе British West Indian Airways (BWIA) и Pan Am.
26 мая 1966 года Британская Гвиана была провозглашена независимым государством в составе Британского Содружества наций, но введённое британскими властями чрезвычайное положение было отменено лишь в декабре 1966 года. 23 февраля 1970 страна была провозглашена республикой и в дальнейшем объявила о поддержке движения неприсоединения (в августе 1972 года именно в Гайане прошла конференция министров иностранных дел неприсоединившихся государств).
В 1972 году Канада предоставила государственной авиакомпании Гайаны "Гайана айруэйз корп." кредит в размере 1 млн. долларов для сооружения ангаров, ремонтных мастерских и административных зданий в международном аэропорту Тимери.
В июне 1977 года утратило силу подписанное 26 июня 1966 года (в условиях введённого британскими властями чрезвычайного положения) соглашение с США, предоставлявшее США право использовать международный аэропорт "Аткинсон" в качестве своей военной базы.
Позже, аэропорт начал модернизироваться. Началась замена всего старого оборудования и мебели, косметические правки, изменение декора. На это правительство выделило 150 миллионов долларов. Реновация закончилась в декабре 2018 года. Летная полоса была расширена на 3200 метров, был также построен новый терминал с еще 8 выходами.

## Авиакомпании и точки назначения

### Пассажирские
| Авиакомпания       | Точки назначения                                                     |
| ------------------ | -------------------------------------------------------------------- |
| American Airlines  | Майами, Нью-Йорк (им. Джона Кеннеди) — начнется 18 декабря 2019 года |
| Carribean Airlines | Нью-Йорк (им. Джона Кеннеди), Порт-оф-Спейн                          |
| Copa Airlines      | Панама-Сити                                                          |
| Surinam Airways    | Майами, Парамарибо Сезонные: Орландо                                 |

### Грузовые
| Авиакомпания             | Точки назначения                  |
| ------------------------ | --------------------------------- |
| Amerijet International   | Майами, Парамарибо, Порт-оф-Спейн |
| Carribean Airlines Cargo | Майами, Порт-оф-Спейн             |
| DHL Aviation             | Порт-оф-Спейн                     |
| Northern Air Cargo       | Майами                            |

## Аварии и инциденты
- 30 июля 2011 года, рейс 253 Carribean Airlines проехал за летную полосу и столкнулся с забором. Самолёт раскололся пополам, но никто не погиб. Тем не менее, у нескольких пассажиров были сломаны ноги, у других были зафиксированы порезы и прочие несерьезные раны. Carribean Airlines подтвердила, что на борту в тот момент было 157 пассажиров и 6 членов экипажа.
- 9 ноября 2018 года, рейс 256 Fly Jamaica Airways, летящий в Торонто, сделал аварийную посадку в аэропорту из за сломанной гидравлики самолёта, Boeing 757-200. Самолёт проехал за летную полосу. Самолёт был списан со службы.